# エムベイェ・ニアン
エムベイェ・ババカル・ニアン（M'Baye Babacar Niang, 1994年12月19日 - ）は、フランス・イヴリーヌ県出身のサッカー選手。セリエB・UCサンプドリア所属。元セネガル代表。ポジションはFW。

## クラブ経歴
2007年からSMカーンのユースチームに所属し、2011年4月24日、トゥールーズFC戦において16歳でプロデビューを果たした。1週間後のOGCニース戦で初めてスターティングメンバーに名を連ね、5月8日、RCランス戦でプロ初ゴールを記録した。3日後のスタッド・レンヌ戦でもゴールを記録した。最終的に2010-11シーズンはリーグ7試合に出場し、3得点を挙げた。
2012年8月27日、イタリアのACミランに3年契約で移籍した。
2014年1月3日、モンペリエHSCへのレンタル移籍が決定。
2015年1月21日、ジェノアCFCにレンタル移籍した。
2015-16シーズンはミランに復帰し、2016年3月1日時点で公式戦20試合に出場し8ゴール5アシストを記録し活躍していたが、2月27日に交通事故を起こし、左の足首と肩を負傷した。
2016-17シーズンは、序盤はチームの得点に多く関わり、攻撃を牽引していたが、徐々に調子を落とすと、PKを連続で失敗するなどし、放出候補とされ、2017年1月26日、ワトフォードFCに買取オプション付きのレンタルで移籍した。
2017年の夏の移籍市場で大型補強を行ったミランはニアンをスパルタク・モスクワに放出することをクラブ間で合意したものの、ニアンはこれを拒否し、クラブに対して医療診断書を提出し練習を欠席するなどしていたが、2017年8月31日、ミラン時代の恩師シニシャ・ミハイロヴィッチが監督を務めるトリノFCに買い取り義務付きのレンタル移籍で加入した。
2018年8月31日、自身を評価するミハイロヴィッチが昨シーズン中に解任されたこともあり、スタッド・レンヌに買取オプション付きのレンタル移籍をした。
2021年2月7日、アル・アハリ・ジッダにシーズン終了までのレンタルで移籍した。直前まで、やはりミハイロヴィッチが監督を務めるボローニャFCへの移籍の噂があったが、ニアン側が不誠実な対応をとったこともあり、破談に終わっていた。
2021年9月24日、スタッド・レンヌを退団し、FCジロンダン・ボルドーに2年契約で加入した。
2022年8月16日、AJオセールに1年契約で加入。
2023年8月9日、アダナ・デミルスポルに移籍した。
2024年1月31日、エンポリFCに移籍した。

## 代表経歴
フランス代表として各年代でプレーしている。2012年11月、U-21代表の招集中にヤン・エムヴィラ、ウィサム・ベン・イェデル、アントワーヌ・グリーズマンらと共に夜遊びをし、2013年12月31日まで世代別代表を含む代表戦への出場停止処分を受けた。
2013年8月14日に行われるザンビア代表との親善試合で両親の故郷であるセネガル代表に初招集されたが、辞退した。その後、最終的にセネガル代表の招集に応じ、2017年10月7日の2018 FIFAワールドカップ・アフリカ予選・カーボベルデ戦でセネガル代表デビューを果たした。2018年5月、2018 FIFAワールドカップのセネガル代表メンバーに選出された。グループステージ初戦のポーランド戦でチーム2点目となる代表初ゴールをマーク。

## エピソード
前述の交通事故による負傷の他にも、自動車運転中のトラブルを起こしており、ミラン加入後まもない2012年に無免許運転を行い、呼び止めた警察官に対して自身は（チームメイトの）バカイェ・トラオレであり、免許は自宅に忘れた、と主張し言い逃れようとした（ただし、バカイェ・トラオレであると主張したことは否定している）。モンペリエにレンタル移籍していた2014年2月には、自身が運転するフェラーリが木に激突する交通事故を起こした。
2013-2014シーズンのUEFAチャンピオンズリーグの登録メンバー外となったが、これは規則を把握していなかったクラブ幹部のウンベルト・ガンディーニのミスであり、クラブが声明でサポーターや関係者に謝罪した。
2017年5月21日のプレミアリーグ38節・マンチェスター・シティ戦で、ピッチ上に迷い込み彷徨い歩いていた鳥をニアンが掴みピッチ外まで運んだ。この行動に対してサポーターからは賛辞が送られた。

## 個人成績
2019年5月24日現在
| クラブ              | シーズン | リーグ | リーグ | カップ | カップ | UEFA | UEFA | その他 | その他 | 期間通算 | 期間通算 |
| クラブ              | シーズン | 出場   | 得点   | 出場   | 得点   | 出場 | 得点 | 出場   | 得点   | 出場     | 得点     |
| ------------------- | -------- | ------ | ------ | ------ | ------ | ---- | ---- | ------ | ------ | -------- | -------- |
| カーン              | 2010-11  | 7      | 3      | 0      | 0      | —    | —    | 0      | 0      | 7        | 3        |
| カーン              | 2011-12  | 23     | 2      | 0      | 0      | —    | —    | 0      | 0      | 23       | 2        |
| カーン              | 通算     | 30     | 5      | 0      | 0      | 0    | 0    | 0      | 0      | 30       | 5        |
| カーンII            | 2010-11  | 16     | 5      | 0      | 0      | 0    | 0    | 0      | 0      | 16       | 5        |
| カーンII            | 2011-12  | 6      | 0      | 0      | 0      | 0    | 0    | 0      | 0      | 6        | 0        |
| カーンII            | 通算     | 22     | 5      | 0      | 0      | 0    | 0    | 0      | 0      | 22       | 5        |
| ミラン              | 2012-13  | 20     | 0      | 2      | 1      | 2    | 0    | 0      | 0      | 24       | 1        |
| ミラン              | 2013-14  | 8      | 0      | 0      | 0      | 1    | 0    | 0      | 0      | 9        | 0        |
| ミラン              | 2014-15  | 5      | 0      | 0      | 0      | 0    | 0    | 0      | 0      | 5        | 0        |
| ミラン              | 2015-16  | 16     | 5      | 5      | 3      | —    | —    | 0      | 0      | 21       | 8        |
| ミラン              | 2016-17  | 18     | 3      | 0      | 0      | —    | —    | 0      | 0      | 18       | 3        |
| ミラン              | 2017-18  | 0      | 0      | 0      | 0      | 2    | 0    | —      | —      | 2        | 0        |
| ミラン              | 通算     | 67     | 8      | 7      | 4      | 5    | 0    | 0      | 0      | 79       | 12       |
| モンペリエ (loan)   | 2013-14  | 19     | 4      | 3      | 1      | 0    | 0    | 0      | 0      | 22       | 5        |
| ジェノア (loan)     | 2014-15  | 14     | 5      | 0      | 0      | —    | —    | 0      | 0      | 14       | 5        |
| ワトフォード (loan) | 2016-17  | 16     | 2      | 0      | 0      | —    | —    | 0      | 0      | 16       | 2        |
| トリノ (loan)       | 2017-18  | 26     | 4      | 3      | 0      | —    | —    | 0      | 0      | 29       | 4        |
| レンヌ (loan)       | 2018-19  | 29     | 11     | 6      | 2      | 9    | 1    | —      | —      | 44       | 14       |
| 総通算              | 総通算   | 223    | 44     | 19     | 7      | 14   | 1    | 0      | 0      | 256      | 52       |

## 代表歴

### 出場大会
- セネガル代表
  - 2018 FIFAワールドカップ

### 試合数
- 国際Aマッチ 23試合 4得点（2017年-2019年）[27]

| セネガル代表 | 国際Aマッチ | 国際Aマッチ |
| 年           | 出場        | 得点        |
| ------------ | ----------- | ----------- |
| 2017         | 3           | 0           |
| 2018         | 10          | 2           |
| 2019         | 10          | 2           |
| 通算         | 23          | 4           |

## タイトル

### クラブ
ACミラン
- スーペルコッパ・イタリアーナ : 2016

スタッド・レンヌ
- クープ・ドゥ・フランス : 2018-19